# William Fields
William Fields   (Forsyth, 6 d'agost de 1929 - Gainesville, 20 de novembre de 1992), sovint conegut com a Bill Felds, fou un remer estatunidenc que va competir durant la dècada de 1950. Una vegada retirat passà a exercir d'oficial de marina. Es va retirar com a comandant el 1977.
El 1952 va prendre part en els Jocs Olímpics d'Estiu de Hèlsinki, on guanyà la medalla d'or en la prova del vuit amb timoner del programa de rem.